# Cmentarz wojenny nr 252 – Otfinów
Cmentarz wojenny nr 252 w Otfinowie – cmentarz z I wojny światowej.
Zaprojektowany przez architektów: Johanna Watzala i Emila Ladewiga jako cmentarz samodzielny. Pochowano na nim 228 żołnierzy austro-węgierskich i 262 rosyjskich w 85 grobach pojedynczych i 18 zbiorowych.